# Glypta calianensis
Glypta calianensis är en stekelart som beskrevs av Constantineanu och Voicu 1975. Glypta calianensis ingår i släktet Glypta och familjen brokparasitsteklar. Inga underarter finns listade i Catalogue of Life.